# تری آزا بی سیکلودکن
تری آزا بی سیکلودکن (به انگلیسی: Triazabicyclodecene) با فرمول شیمیایی C7H13N3 یک ترکیب شیمیایی است. که جرم مولی آن ۱۳۹٫۲۰ گرم بر مول می‌باشد. 